# Klemen Kosi
Klemen Kosi, né le 19 juin 1991 à Maribor, est un skieur alpin slovène. Il est polyvalent.

## Biographie
Licencié au club local de Maribor, il prend part à ses premières compétitions régies par la FIS en 2006 puis à la Coupe du monde à partir de 2011, année où il prend une quatrième place sur le slalom des Championnats du monde junior à Crans Montana. Pour son premier top 30, il obtient une quatorzième place au super-combiné de Wengen en 2013. Il est sélectionné pour Championnats du monde 2013, à Schladming, où il termine douzième en super-combiné puis aux Jeux olympiques de 2014, à Sotchi, où il concourt dans les cinq disciplines au programme. 
En début d'année 2016, il obtient deux résultats dans le top dix en Coupe du monde : septième du combiné de Wengen et neuvième du super G d'Hinterstoder.
Aux Jeux olympiques d'hiver de 2018, à Pyeongchang, il se place notamment dixième du combiné, son meilleur résultat en grand championnat. En fin d'année 2018, il signe un autre top dix en Coupe du monde au super G de Beaver Creek (9e).
En décembre 2020, à l'entraînement à Bormio, il chute lourdement et est victime de multiples blessures aux jambes et au visage qui le rendent indisponible pour la suite de la saison.

## Palmarès

### Jeux olympiques
| Épreuve / Édition | Sotchi 2014 | Pyeongchang 2018 |
| Descente          | 24e         | Abandon          |
| Super G           | 29e         | 25e              |
| Slalom géant      | 37e         |                  |
| Slalom            | Abandon     |                  |
| Super combiné     | Disqualifié | 10e              |

### Championnats du monde
| Épreuve / Édition | Schladming 2013 | Vail - Beaver Creek 2015 | Schladming 2017 | Åre 2019 |
| Descente          | 29e             | Abandon                  | 24e             | 43e      |
| Super G           | 27e             | 10e                      | Abandon         | Abandon  |
| Slalom géant      | 31e             | 33e                      |                 | 60e      |
| Super combiné     | 12e             | 16e                      | 22e             | 24e      |

### Coupe du monde
- Meilleur classement général : 68e en 2016.
- Meilleur résultat : 7e.

#### Classements par saison
| Saison/Classement | Général | Général | Descente | Descente | Super G | Super G | Combiné | Combiné |
| Saison/Classement | Class.  | Points  | Class.   | Points   | Class.  | Points  | Class.  | Points  |
| ----------------- | ------- | ------- | -------- | -------- | ------- | ------- | ------- | ------- |
| 2012-2013         | 113e    | 18      | -        | -        | -       | -       | 19e     | 18      |
| 2013-2014         | 126e    | 9       | -        | -        | -       | -       | 30e     | 9       |
| 2014-2015         | 91e     | 53      | 42e      | 26       | 46e     | 11      | 20e     | 16      |
| 2015-2016         | 68e     | 129     | 45e      | 14       | 30e     | 51      | 11e     | 64      |
| 2016-2017         | 100e    | 40      | 53e      | 1        | 53e     | 4       | 16e     | 36      |
| 2017-2018         | 97e     | 42      | 47e      | 14       | 51e     | 2       | 20e     | 26      |
| 2018-2019         | 92e     | 60      | 45e      | 16       | 25e     | 42      | 43e     | 2       |
| 2019-2020         | 93e     | 63      | 48e      | 14       | 34e     | 23      | 24e     | 26      |

### Championnats de Slovénie
- Champion du combiné en 2017.
- Champion de la descente en 2019.
- Champion du super G en 2019.